# Linn-Ida Murud
Linn-Ida Murud (Lillehammer, 5 giugno 1995) è un'ex sciatrice freestyle norvegese.

## Biografia
Specializzata nello slopestyle e attiva a livello internazionale 2012, la Murud ha debuttato in Coppa del Mondo il 25 febbraio dello stesso anno, ottenendo subito il suo primo (e unico) podio, nonché la vittoria, imponendosi nello slopestyle di Jyväskylä. Nella stessa stagione (2011-2012) si è aggiudicata la Coppa del Mondo di slopestyle.
In carriera non ha mai preso parte a rassegne olimpiche o iridate.

## Palmarès

### Coppa del Mondo
- Vincitrice della Coppa del Mondo di slopestyle nel 2012
- Miglior piazzamento in classifica generale: 47ª nel 2012
- 1 podio:
  - 1 vittoria

#### Coppa del Mondo - vittorie
| Data             | Luogo     | Paese     | Disciplina |
| ---------------- | --------- | --------- | ---------- |
| 25 febbraio 2012 | Jyväskylä | Finlandia | SS         |

Legenda:

SS = Slopestyle